# 沙之書 (電視劇)
《沙之書》，是公共電視在2023年推出的詩選電視劇《你的婚姻不是你的婚姻》的第五單元，由徐麗雯導演，由林予晞、温貞菱、瑞瑪席丹主演。以女性特有的細膩心思，引領觀眾共同探討女同志婚內出軌後，所引爆的一連串愛恨情仇，劇中的時空背景，設定在人們日常生活一言一行，都被大數據統計預測管控的年代，在2023年1月7日首播。台灣由friDay影音自2023年1月起播出
。

## 製作
《沙之書》(Book of Bayes)的創作靈感，來自於導演閱讀阿根廷作家、詩人、翻譯家豪爾赫 · 路易斯 · 波赫士（Jorge Luis Borges，1899 ~ 1986）1975創作的短篇小說集《沙之書》 (El libro de arena)。本單元劇本於2019年初甄選，原本的片名是《命運事件簿》透過各種精巧的符碼，探討了命運與婚姻的種種。命運是無窮無盡的沙，看似有形，卻不可捉摸。婚姻像是沒有保護措施的雙人抱石，要兩人默契搭配，還要小心不能重心不穩，不然就會雙雙跌落。徐麗雯與馬千代提到，情感關係需要用最原本的樣子去看待，她們希望讓無論是否在婚姻階段的觀眾，都可以對這部片有興趣。

馬千代就設想有沒有一種東西，將各種命理占卜準的地方整合起來，就可以提供人更準確的預測。她想到的就是貝氏定理來計算事件的機率，用大數據來計算，是否有可能變成婚姻指南、命運指南。如果我們有了這樣的指南，在婚姻遇到困難挫折時，會讓我們更容易解決問題嗎？能更幸福嗎？於是在《沙之書》中，一款能夠為人預測未來、趨吉避凶的軟體「BOB」就出現了，也就此成為劇中角色命運的引信。

## 演員

### 主要演員
| 演員     | 角色   | 職業／關係 |
| 林予晞   | 林佑潔 | 36歲，科技（手機）公司行銷部主管。何宣宣之伴侶。 聰明獨立，事業心強，注重優雅和諧，愛面子。愛好攀岩。與宣宣戀愛時，為了讓整天守在電腦前的宣宣記得吃飯，不斷下廚練出一手好廚藝。 不喜歡吵架，遇到配偶撒嬌擺爛就無計可施，不去思考有效的溝通。一直在生活中扮演強者的她，也想感受像被母親接受瞭解般的疼愛。但不懂得跟配偶溝通，不滿總是隱忍不說，會竭力避開任何直接的衝突。 |
| 温貞菱   | 何宣宣 | 34歲，林佑潔之伴侶。 生活隨性，居家懶散，即使屋子亂到無路可走也不在意。相信科學的運算和大數據，很依賴遵循命運事件簿的預測和建議。 在婚姻互動裡，宣宣享受著被照顧和被包容。她認為佑潔對自己付出，自己也對小孩付出，這個共築的家是平衡的，直到佑潔外遇，她才驚覺沒有大衝突的婚姻竟然岌岌可危。                                                                             |
| 瑞瑪席丹 | Aasta  | 36歲，林佑潔之初戀情人兼外遇對象。 獨立從容，自由有主見。擅長運動和攀岩。曾留學國外，並自助旅行多個國家。 認為命運之說不可信，想做什麼就去做，即使整個社會環境都依賴命運事件簿的預測指引，她依然不為所動。她是三人行之中，最勇敢面對現實的那一個。 |

### 其他演員
| 演員              | 角色      | 職業／關係                   |
| 張絡扉            | Mia       | 林佑潔和何宣宣之女           |
| 林家麒            | 偉倫      | 林佑潔的助理                 |
| 黃舒湄            | 何母      | 何宣宣之母                   |
| 王嵐申            | 何父      | 何宣宣之父                   |
| 李明哲            | 林父      | 命理師，林佑潔之父。         |
| 李至正            | Chris     | 程式設計師，何宣宣之前男友。 |
| 林櫟嫣            | Aasta表姐 |                              |
| 張哲龍            | 曹總      |                              |
| 林建嬅            | 女客人    | 珠寶商女客人                 |
| 蔡墨含            | 女客人    | 咖啡廳女客人                 |
| 陳伊柔 (聲音演出) | 主播      |                              |

## 劇情大綱
佑潔和宣宣是一對人人稱羨的同志伴侶，被稱為夢幻「妻妻」組合，原本一家三口過著幸福快樂的日子，但某日，全民依賴的最新命運的 App預告佑潔即將遇上「另一個靈魂伴侶」Aasta。一邊是相約白頭的伴侶，誰才是大數據預言下的命中註定？

## 獎項紀錄
入圍「亞洲影藝創意大獎」（Asian Academy Creative Awards）最佳單集戲劇/電視電影/單元劇
入圍美國 Cinema Diverse棕櫚泉LGBTQ影展